# Folke Sinclair
Folke Sinclair, född 11 juni 1877 i Röstånga, Malmöhus län, död 15 juni 1956 i Malmö, var en svensk målare, grafiker, tecknare och lokförare.

## Biografi
Han var gift 1911–1927 i ett äktenskap som slutade i skilsmässa, och från 1930 med Hulda Sinclair. Han blev tidigt intresserad av att teckna och måla och efter avslutad skolgång studerade han konst för dekorationsmålaren Petter Olsson i Eslöv. Till en början kopierade han dennes landskapsmålningar innan han blev mer självständig i sitt motivval. Han arbetade samtidigt en kort tid vid ett stenhuggeri innan han fick anställning vid en smidesverkstad där han arbetade med förlagor till olika konstsmiden. Samtidigt arbetade han med sitt eget fria skapande. Han anställdes vid Statens järnvägar i Malmö 1896 och utbildades där till lokförare med examen 1908. 
Under ledigheter bedrev han konststudier för Johan Ericson vid Valands målarskola 1899 och en kortare tid vid Althins målarskola i Stockholm 1903, Tekniska aftonskolan i Malmö 1904 samt Bruno Hoppes målarskola i Malmö. Han bedrev självstudier under resor utomlands till bland annat Nederländerna, England, Korsika, Italien och Spanien. Under en av sina resor 1908 var han anställd som medhjälpare till dekorationsmålaren Kessler i Berlin. Hans tjänsteresor runt om i Sverige innebar att han kom till olika trakter av landet och när han såg karakteristiska landskapsvyer avbildade han dessa i olja. 
Under en vistelse i Norrköping 1918 inspirerades han att utföra den dekorativa Kolmårdenutsikten Första snön. Han räknades framför allt till  Skåneprovinsens egna målare med motiv från Kullen, Arild och Ballingslövstrakten. Separat ställde han ut på Elin Källströms konstsalong i Malmö 1910, Lilla Salongen 1926, Museet i Lund 1947, Killbergs konstsalong i Helsingborg 1944 samt ett flertal gånger på Malmö rådhus. Tillsammans med en norsk konstnär ställde han ut i Bergen 1920 och han medverkade i samlingsutställningar arrangerade av Skånes konstförening, Skånska konstnärslaget, Helsingborgs konstförening och utställningar i Tomelilla och Landskrona. Hans konst består av stilleben, porträtt, stadsutsikter, figur- och djurstudier. Sinclair är representerad vid Kalmar konstmuseum, Malmö museum, Helsingborgs museum, Kristianstads museum och Tomelilla museum.

### Fotnoter
1. ↑  ”Kalmar konstmuseum”. Arkiverad från originalet den 10 december 2017. https://web.archive.org/web/20171210020148/http://konstdatabas.designarkivet.se/index.php/Detail/Object/Show/object_id/772. Läst 9 december 2017.